# Mario Trejo
Mario Trejo, né le 11 février 1956 à Mexico (Mexique), est un footballeur mexicain, qui évoluait au poste de défenseur central au Club América et à Tampico Madero ainsi qu'en équipe du Mexique.
Trejo marque un but lors de ses cinquante-trois sélections avec l'équipe du Mexique entre 1980 et 1986. Il participe à la coupe du monde en 1986 avec l'équipe du Mexique.

## Carrière
- 1975-1986 : Club América
- 1986-1990 : Tampico Madero [2]

## Palmarès

### En équipe nationale
- 53 sélections et 1 but avec l'équipe du Mexique entre 1980 et 1986

### Avec le Club America
- Vainqueur de la Coupe des clubs champions de la CONCACAF en 1977
- Vainqueur de la Copa Interamericana en 1978
- Vainqueur du Championnat du Mexique en 1976, 1984, 1985 et 1985 (Tournoi Prode)
- Vainqueur de la Supercoupe du Mexique en 1976